# Dobrá Niva (hrad)
Dobrá Niva je zřícenina hradu v podhůří pohoří Javorie na středním Slovensku nad obcí Podzámčok.

## Historie
Hrad byl založen jako strážní hrad v polovině 13. století po vpádech Tatarů. První písemná zmínka pochází z roku 1305, kdy je pod názvem castrum Dobronya uveden jako centrum Dobronivského komitátu. V 15. století se dostal do vlastnictví uherských králů, ale už v roce 1500 jej vlastnil rod Verboczi. Ti jej ale nevlastnili dlouho, protože podporovali Jana Zápolského. Po jeho porážce byl zkonfiskován. V roce 1583 na hrad zaútočil fiľakovský beg, jehož útok se podařilo odvrátit za pomoci posil ze Zvolenu. Hrad však panstvo opustilo a zůstala zde vojenská posádka. V následujících letech se majitelé často měnili až v roce 1614 se dostal do vlastnictví Esterháziů, kteří jej vlastnili do roku 1805, kdy jej koupila královská komora. Hrad poté rychle pustl.

## Popis
Přesná podoba není známa. Pravděpodobně součástí byl dvouposchoďový palác, věž a kamenné hradby. Obrana byla posílena zemním valem, příkopem a flankovacími baštami. Dnes z hradu zbylo pouze torzo.

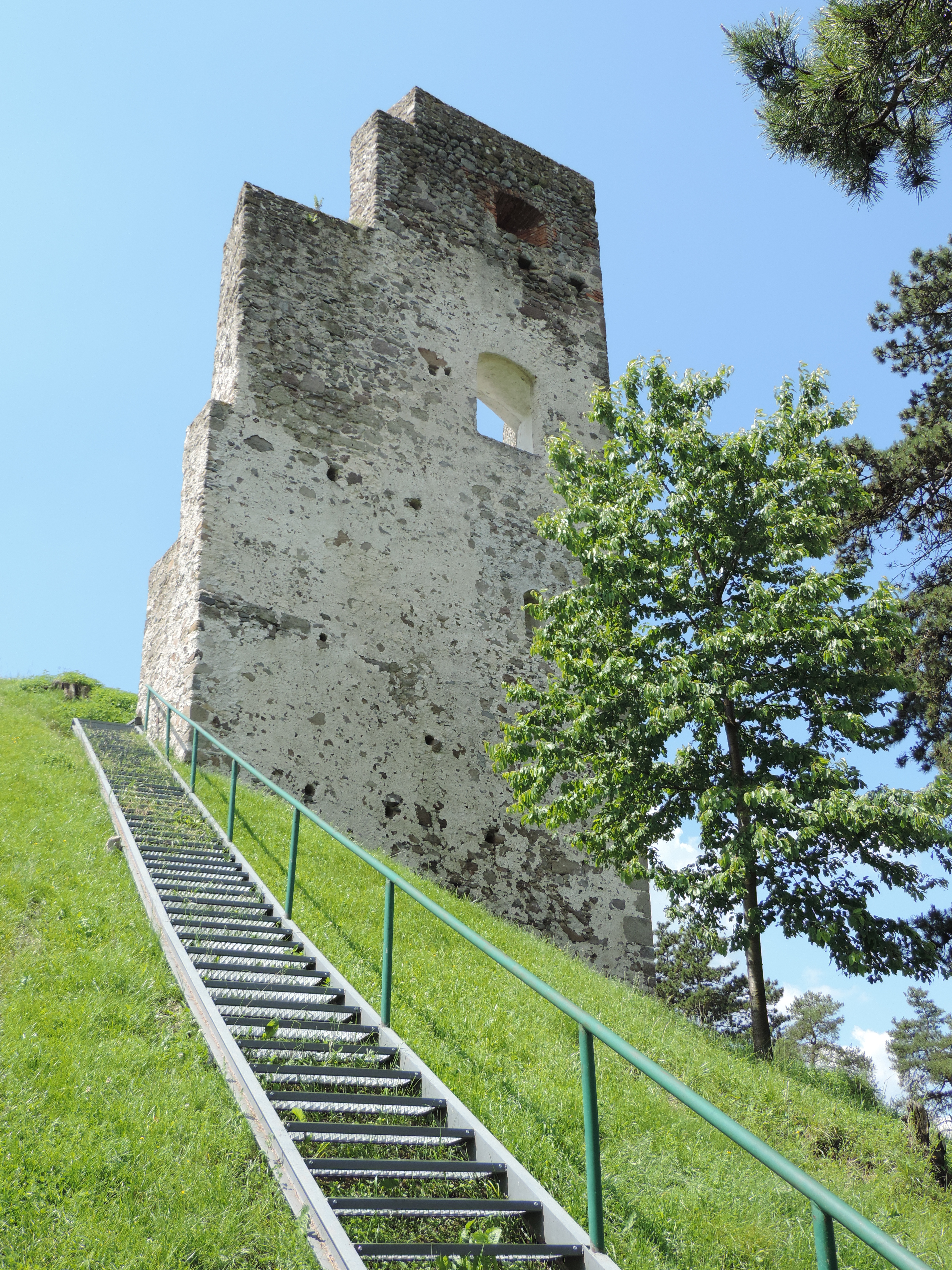
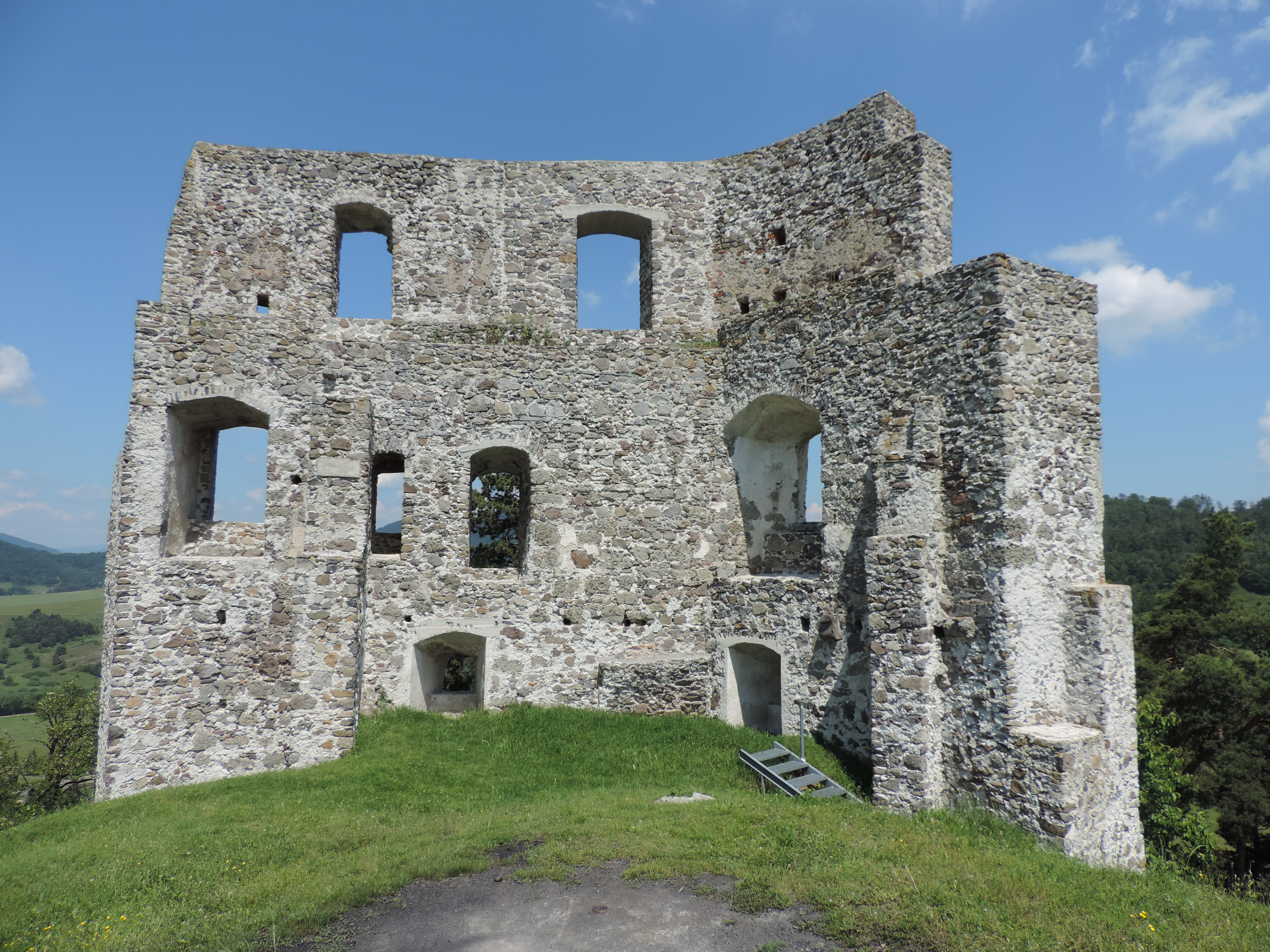